# جوناثان دافيد غوميز
جوناثان دافيد غوميز أوسبينا (بالإسبانية: Jonathan Gómez)‏ (مواليد 21 ديسمبر 1989 في الأرجنتين) لاعب كرة قدم أرجنتيني يلعب حاليا لصالح نادي ساو باولو البرازيلي .
لعب لعدة أندية في أمريكا الجنوبية أبرزها نادي ساو باولو البرازيلي وأعاره نادي الفيحاء مطلع عام 2018 .

## روابط خارجية
- جوناثان دافيد غوميز على موقع إي إس بي إن إف سي (الإنجليزية)
- جوناثان دافيد غوميز على موقع قاعدة بيانات كرة القدم.إي يو (الإنجليزية)
- جوناثان دافيد غوميز على موقع Soccerway.com (الإنجليزية)
- جوناثان دافيد غوميز على موقع AS.com (الإسبانية)